# Queen Sirikit 60th Anniversary Stadium
Das Queen Sirikit 60th Anniversary Stadium (Thai สนามกีฬาเฉลิมพระเกียรติ สมเด็จพระนางเจ้าสิริกิติ์ พระบรมราชินีนาถ 60 พรรษา, Sanam Kila Chaloem Phrakiat Somdet Phra Nang Chao Sirikit Phra Borom Rachininat Hoksip Phansa) ist ein Mehrzweckstadion auf dem Gelände der Technischen Universität Rajamangala Thanyaburi in der thailändischen Provinz Pathum Thani. 
Das Stadion wurde anlässlich des 60. Geburtstags von Königin Sirikit gebaut. Es wird hauptsächlich für Fußballspiele genutzt und war das Heimstadion vom thailändischen Drittligisten Nakhon Si United FC. Das Stadion hat eine Kapazität von 5000 Zuschauern. Eigentümer und Betreiber des Stadions ist das Abteilung für Sportwissenschaft der Rajamangala-Universität Thanyaburi. Auf dem Campus der Universität gibt es noch ein zweites Stadion, das Rajamangala University of Technology Thanyaburi Stadium.

## Nutzer des Stadions
| Verein                   | Zeitraum der Nutzung |
| ------------------------ | -------------------- |
| Nakhon Si United FC      | 2014                 |
| Air Force Robinson FC    | 2009                 |
| Grakcu Sai Mai United FC | 2009 bis 2012        |